# Compsophorus viridescens
Compsophorus viridescens är en stekelart som först beskrevs av Heinrich 1967.  Compsophorus viridescens ingår i släktet Compsophorus och familjen brokparasitsteklar. Inga underarter finns listade i Catalogue of Life.